# Steve Winwood
Pour les articles homonymes, voir Winwood.
Stephen Lawrence “Steve” Winwood (né le 12 mai 1948) à Birmingham est un chanteur, compositeur et multi-instrumentiste britannique. D'abord membre du Spencer Davis Group de 1964 à 1967, avec deux chansons no 1 au Royaume-Uni, il fonde ensuite Traffic puis Blind Faith avec entre autres Eric Clapton, avant de se lancer en solo en 1977, plaçant deux chansons no 1 aux États-Unis, en 1986 et 1988.

## Biographie
En Angleterre, il fait partie très jeune de la scène rhythm and blues de Birmingham en jouant de l'orgue Hammond et de la guitare derrière de grands noms du blues comme Muddy Waters, John Lee Hooker, T-Bone Walker, Howlin' Wolf, B. B. King, Sonny Boy Williamson II, Eddie Boyd, Otis Spann, Chuck Berry et Bo Diddley, sur leurs tournées britanniques. Trop jeune pour travailler de nuit, il est souvent contraint de jouer dos au public.
À 15 ans, Steve devient membre à plein temps du Spencer Davis Group, aux côtés de son frère Muff Winwood. Deux de ses titres atteignent la 1re place des charts britanniques : Keep On Runnin' (en décembre 1965) composé par Jackie Edwards, et Somebody Help Me (en mars 1966). Il écrit et enregistre Gimme Some Loving et I'm a Man, puis quitte le groupe pour former Traffic avec Chris Wood, Jim Capaldi et Dave Mason.
Le manager de Traffic est Chris Blackwell, fondateur du label Island Records et grand propagateur du reggae, tandis que le producteur des deux premiers albums du groupe se nomme Jimmy Miller, qui produira ensuite Beggars Banquet pour les Rolling Stones.
Avec Eric Clapton, Steve forme Blind Faith en 1969 qui comprend aussi Ginger Baker et Ric Grech. De courte durée, ce supergroupe se sépare après un mémorable concert gratuit dans Hyde Park, à Londres, suivi d'une tournée en Scandinavie et aux États-Unis, n'ayant enregistré qu'un seul album studio.
Steve reforme Traffic et le groupe enregistre avec lui huit albums studio et deux live. Des différends artistiques finissent par entraîner la séparation définitive du groupe en 1974.
En 1976, il enregistre un album expérimental avec Stomu Yamashta et Michael Shrieve (ex-batteur de Santana) intitulé GO, puis participe à sa tournée avec des musiciens tels que Al Di Meola (guitariste de Return To Forever) et Klaus Schulze (ex-Tangerine Dream et pionnier allemand des musiques électroniques). Cette expérience musicale eut un succès plutôt mitigé.
En 1977 sort enfin son premier album solo, baptisé tout simplement Steve Winwood. Cet album sera suivi de Arc of a Diver (1980) et Talking Back to the Night (1982). Ces deux albums, sur lesquels Steve joue l'ensemble des instruments, sont enregistrés dans sa maison du Gloucestershire.
Enregistré aux États-Unis et publié en juillet 1986, son quatrième album solo, Back in the High Life, remporte un franc succès, se vendant à 3 millions d'exemplaires en deux ans. Un extrait, Higher Love, se classe No 1 au Billboard Hot 100, fin août 1986.
Il participe à la bande-son du film d'animation Balto, chien-loup, héros des neiges, film produit par le studio d'animation Amblimation et sorti en 1995, en interprétant le générique de fin, Reach for the light.
À l'apogée de son succès commercial, Steve signe chez Virgin Records en 1987, pour 13 millions de dollars, puis publie les deux albums Roll With It (certifié double platine) suivi de Refugees Of The Heart. Fin juillet 1988, pendant 4 semaines d'affilée, la pièce-titre du premier se classe No 1 au Billboard Hot 100. En 1994, il enregistre un album avec Jim Capaldi sous le nom de Traffic, Far From Home, avant son dernier album chez Virgin Records, Junction Seven en 1997.
En 2003, Steve sort un nouvel album studio, About Time, sur son nouveau label Wincraft Music. L'année 2004 voit sa chanson de 1982, Valerie, samplée par le DJ Eric Prydz, dans un titre appelé Call On Me, qui restera cinq semaines Numéro 1 des singles au Royaume-Uni.
En février 2009, Eric Clapton et Steve Winwood donnent un concert au Madison Square Garden, à New York. Le concert a été enregistré, suivi d'un double CD et d'un DVD, en mai. Les deux anciens membres de Blind Faith se sont retrouvés sur scène, entre le 10 et le 30 juin 2009, pour une série de 14 concerts aux États-Unis, puis pour une tournée européenne au printemps 2010, avec un concert au POPB de Paris, le 25 mai.
Le 7 octobre 2010, Steve Winwood s'est produit avec son orchestre, à Paris, à Bobino.
En 2014 (août à octobre), il accompagne Tom Petty and the Heartbreakers en tournée aux États-Unis et Canada.
En février 2019, il accompagne Steely Dan en tournée au Royaume-Uni.

## Discographie

### Solo
- 1977 : Steve Winwood
- 1980 : Arc of a Diver
- 1982 : Talking Back to the Night
- 1986 : Back in the High Life
- 1988 : Roll with It
- 1990 : Refugees of the Heart
- 1997 : Junction Seven
- 2003 : About Time
- 2008 : Nine Lives
- 2010 : Revolutions: The Very Best of Steve Winwood - Compilation 4 CD. Aussi disponible en version CD Standard de 17 chansons.
- 2017 : Winwood : Greatest Hits Live

### Spencer Davis Group
Albums Studio
- 1965 : Their First LP
- 1966 : The Second Album
- 1966 : Autumn '66

Compilations
- 1967 : The Best of the Spencer Davis Group featuring Steve Winwood
- 1968 : Here We Go Round the Mulberry Bush
- 1996 : Eight Gigs a Week: The Steve Winwood Years
- 2004 : Spencer Davis Keep on Running: 40th Anniversary

### Traffic
Albums studio
- Mr. Fantasy (1967)
- Traffic (1968)
- Last Exit (Face A) (1969)
- John Barleycorn Must Die (1970)
- The Low Spark of High Heeled Boys (1971)
- Shoot Out at the Fantasy Factory (1973)
- When the Eagle Flies (1974)
- Far From Home (Winwood/Capaldi), (1994)

Albums en concert
- Last Exit (Face B live au Fillmore West) (1969)
- Welcome to the Canteen (1971)
- On the Road (1973)
- Last Great Traffic Jam (2005)

Compilations
- Here We Go Round the Mulberry Bush (Bande originale du film, avec le Spencer Davis Group) (1968)
- The Best of Traffic (1969)
- Heavy Traffic (1975)
- More Heavy Traffic (1975)
- Smiling Phases (Album Double, 1991)
- Heaven Is in Your Mind - An Introduction to Traffic (1998)
- Feeling alright (The very best of Traffic) (2000)
- The Collection (2002)
- The Best of Traffic - The Millennium Collection (2003)

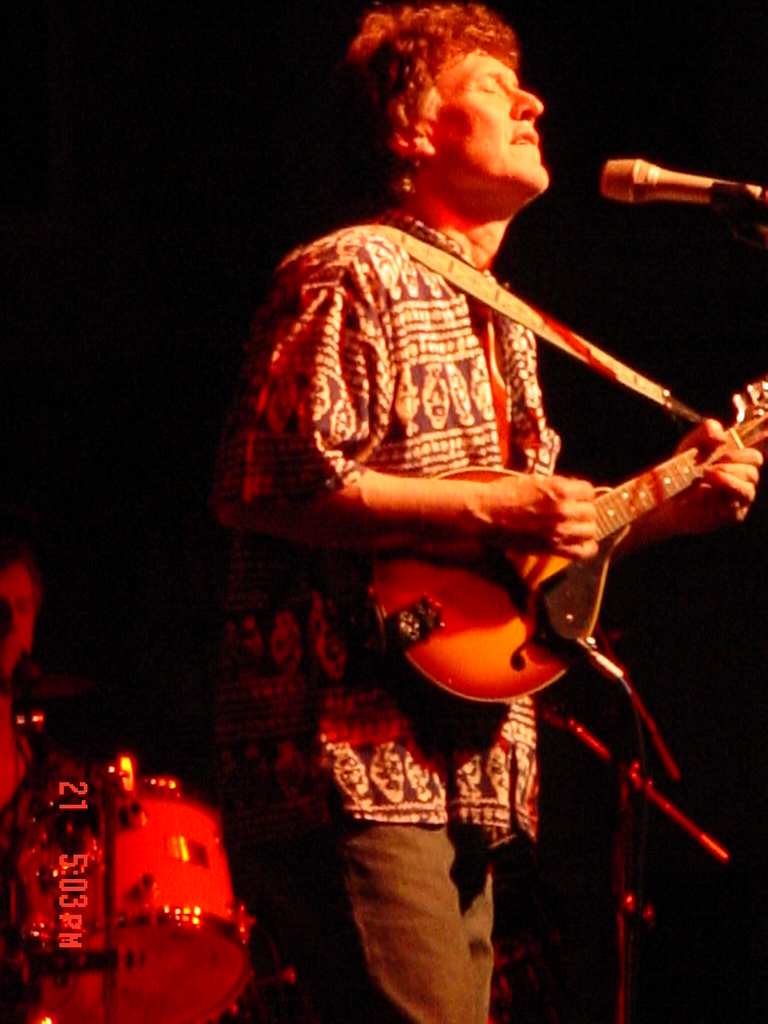
Steve Winwood en 2005.

- Traffic Gold : (2005)

### Blind Faith
- Blind faith (1969) - Réédité en 2001 avec 9 morceaux supplémentaires.

### Ginger Baker's Airforce
- 1970 : Ginger Baker's Airforce
- 1998 : Ginger Baker, Do What You Like - Album Compilation.

### Go
- 1976 : Go
- 1976 : Go Live From Paris

### Eric Clapton & Steve Winwood
- 2009 : Live From Madison Square Garden - Album Double + DVD.

### Participations
- 1967 : Raw Blues par différents artistes - Orgue sur Long Night chanté par John Mayall.
- 1968 : Electric Ladyland de Jimi Hendrix - Orgue sur Voodoo Chile
- 1970 : Contribution de Shawn Phillips - Joue sur For RFK, JFK and MLK avec Jim Capaldi et Chris Wood.
- 1971 : B B King in London de B. B. King
- 1971 : McDonald & Giles de McDonald & Giles - Orgue et piano sur Suite in C
- 1971 : The Cry of love de Jimi Hendrix - Chœurs sur Ezy Rider avec Chris Wood.
- 1971 : The London Howlin’ Wolf Sessions de Howlin' Wolf - Avec Eric Clapton, Bill Wyman, Charlie Watts, Ringo Starr, Klaus Voormann, etc.
- 1972 : Tommy – As Performed by the London Symphony Orchestra & Chamber Choir - Artistes Variés.
- 1972 : Oh How We Danced de Jim Capaldi
- 1972 : Faces de Shawn Phillips : Orgue sur Parisian Plight II.
- 1973 : E. H. in the U.K. de Eddie Harris
- 1973 : "Eric Clapton's Rainbow Concert"
- 1973 : Berlin de Lou Reed
- 1973 : Inside Out de John Martyn
- 1974 : Whale Meat Again de Jim Capaldi
- 1974 : Sneakin' Sally Through the Alley de Robert Palmer
- 1975 : Short Cut Draw Blood de Jim Capaldi
- 1975 : Waves de Jade Warrior
- 1976 : Reggae Got soul de Toots & the Maytals - Piano sur Premature, Orgue sur Living In The Ghetto
- 1977 : Rendez-vous de Sandy Denny
- 1977 : One World de John Martyn - Avec Morris Pert, Hansford Rowe, Danny Thompson, Dave Pegg, etc.
- 1978 : Downwind du Pierre Moerlen's Gong - Avec Mike Oldfield, Mick Taylor, Didier Lockwood, Didier Malherbe, etc.
- 1978 : Sir Henry at Rawlinson End de Vivian Stanshall
- 1978 : Daughter of the night de Jim Capaldi
- 1978 : Haile I Hymn (Chapter 1) de Ijahman - Orgue sur la majorité de l'album
- 1979 : George Harrison de George Harrison
- 1979 : Broken English de Marianne Faithfull
- 1980 : The Sweet Smell Of... Success de Jim Capaldi
- 1981 : Let The Thunder Cry de Jim Capaldi
- 1981 : Dangerous Acquaintances de Marianne Faithfull - A écrit For Beauty's Sake avec Marianne en plus de jouer les claviers.
- 1983 : Fierce Heart de Jim Capaldi
- 1984 : About Face de David Gilmour - Orgue Hammond sur Blue Light, piano sur Love on the air.
- 1984 : Christine McVie de Christine McVie
- 1985 : The Colour Of Spring de Talk Talk - Orgue sur 3 pièces.
- 1986 : The Bridge de Billy Joel
- 1987 : Two Hearts de Dave Mason
- 1988 : Crossroads de Eric Clapton - Boîtier de 4 CD. 3 Pièces de Blind Faith.
- 1988 : Some Come Running de Jim Capaldi
- 1988 : My Barracuda de Jimmy Buffett
- 1989 : ... But Seriously de Phil Collins - Joue l'orgue Hammond sur All of my life.
- 1990 : Heat de Soulsister
- 1994 : A place among the stones de Davy Spillane - Chant sur Forever frosen.
- 1995 : The Cream of Clapton de Eric Clapton - Compilation américaine, renferme la pièce Presence of the Lord de Blind Faith.
- 1995 : Stanley Road de Paul Weller
- 1998 : Corner of Eden de Kathy Troccoli
- 2005 : Back Home de Eric Clapton - Steve Winwood et Billy Preston aux claviers.
- 2008 : Vulcan de Chris Wood
- 2010 : Clapton de Eric Clapton
- 2010 : Hey Joe Rock N' Roll Hall of Fame de Slash
- 2011 : Four the Record de Miranda Lambert
- 2013 : Old Sock de Eric Capton
- 2013 : Shout! de Gov't Mule